# Liste des communautés du Nouveau-Mexique
Voici la liste des villes, bourgs et villages incorporées et des census-designated places (CDP) non incorporés du Nouveau-Mexique.
Les lignes surlignées indiquent les sièges de comtés.

Emplacement du Nouveau-Mexique, aux États-Unis

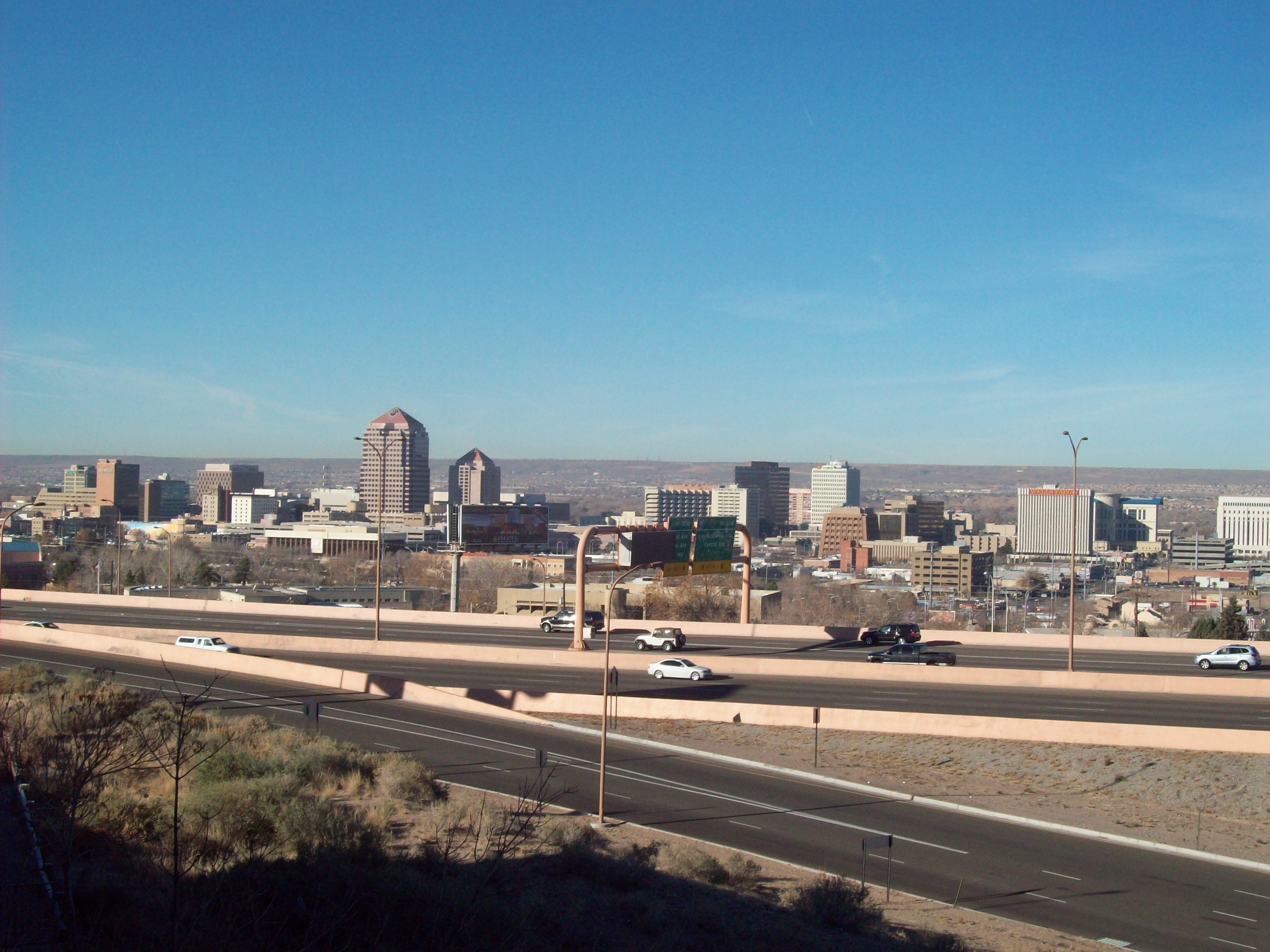
Albuquerque, la plus grande ville du Nouveau-Mexique

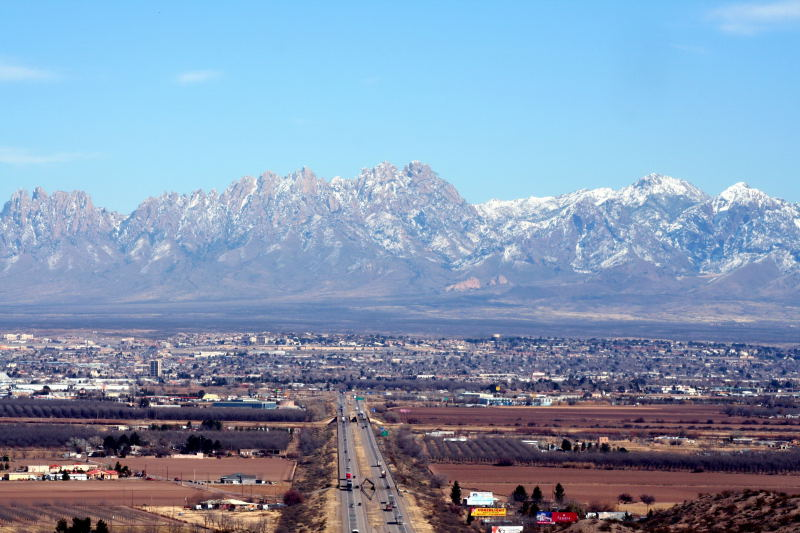
Las Cruces

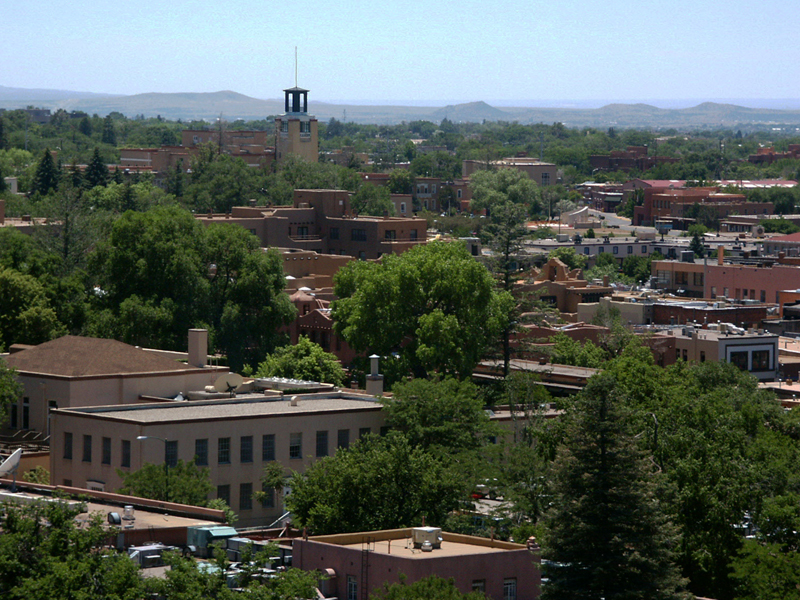
Santa Fe, capitale du Nouveau-Mexique

- Haut – A
- B
- C
- D
- E
- F
- G
- H
- I
- J
- K
- L
- M
- N
- O
- P
- Q
- R
- S
- T
- U
- V
- W
- X
- Y
- Z

## A
| Lieu           | Comté      | Catégorie      |
| -------------- | ---------- | -------------- |
| Abeytas        | Socorro    | CDP            |
| Abiquiú        | Rio Arriba | CDP            |
| Abo            | Torrance   | Non incorporée |
| Acomita Lake   | Cibola     | CDP            |
| Adelino        | Valencia   | CDP            |
| Agua Fria      | Santa Fe   | CDP            |
| Alamillo       | Socorro    | CDP            |
| Alamo          | Socorro    | CDP            |
| Alamogordo     | Otero      | Ville          |
| Alaska         | Cibola     | Non incorporée |
| Albuquerque    | Bernalillo | Ville          |
| Alcalde        | Rio Arriba | CDP            |
| Algodones      | Sandoval   | CDP            |
| Alma           | Catron     | Non incorporée |
| Alto           | Lincoln    | Non incorporée |
| Amalia         | Taos       | Non incorporée |
| Amistad        | Union      | Non incorporée |
| Angel Fire     | Colfax     | Village        |
| Animas         | Hidalgo    | CDP            |
| Antelope Wells | Hidalgo    | Non incorporée |
| Anthony        | Doña Ana   | Ville          |
| Anton Chico    | Guadalupe  | CDP            |
| Anzac Village  | Cibola     | CDP            |
| Apache Creek   | Catron     | CDP            |
| Arabela        | Lincoln    | Non incorporée |
| Aragon         | Catron     | CDP            |
| Arch           | Roosevelt  | Non incorporée |
| Arenas Valley  | Grant      | CDP            |
| Arrey          | Sierra     | CDP            |
| Arroyo Hondo   | Taos       | CDP            |
| Arroyo Seco    | Taos       | CDP            |
| Artesia        | Eddy       | Ville          |
| Atoka          | Eddy       | CDP            |
| Aztec          | San Juan   | Ville          |

- Haut – A
- B
- C
- D
- E
- F
- G
- H
- I
- J
- K
- L
- M
- N
- O
- P
- Q
- R
- S
- T
- U
- V
- W
- X
- Y
- Z

## B
| Lieu              | Comté      | Catégorie      |
| ----------------- | ---------- | -------------- |
| Bard              | Quay       | Non incorporée |
| Bayard            | Grant      | Ville          |
| Beclabito         | San Juan   | CDP            |
| Belen             | Valencia   | Ville          |
| Bellview          | Curry      | Non incorporée |
| Bent              | Otero      | CDP            |
| Berino            | Doña Ana   | CDP            |
| Bernalillo        | Sandoval   | Bourg          |
| Bernardo          | Socorro    | Non incorporée |
| Bethel            | Roosevelt  | Non incorporée |
| Bibo              | Cibola     | CDP            |
| Black Rock        | McKinley   | CDP            |
| Blanco            | San Juan   | CDP            |
| Bloomfield        | San Juan   | Ville          |
| Bluewater         | Lincoln    | Non incorporée |
| Bluewater Acres   | Cibola     | CDP            |
| Bluewater Village | Cibola     | CDP            |
| Boles Acres       | Otero      | CDP            |
| Borrego Pass      | McKinley   | Non incorporée |
| Bosque            | Valencia   | Non incorporée |
| Bosque Farms      | Valencia   | Village        |
| Brazos            | Rio Arriba | CDP            |
| Brilliant         | Colfax     | Non incorporée |
| Brimhall Nizhoni  | McKinley   | CDP            |
| Broadview         | Curry      | Non incorporée |
| Buckhorn          | Grant      | CDP            |
| Buena Vista       | Mora       | Non incorporée |

- Haut – A
- B
- C
- D
- E
- F
- G
- H
- I
- J
- K
- L
- M
- N
- O
- P
- Q
- R
- S
- T
- U
- V
- W
- X
- Y
- Z

## C
| Lieu                  | Comté               | Catégorie      |
| --------------------- | ------------------- | -------------- |
| Caballo               | Sierra              | CDP            |
| Canada de los Alamos  | Santa Fe            | CDP            |
| Candy Kitchen         | Cibola              | Non incorporée |
| Canjilon              | Rio Arriba          | CDP            |
| Cañon                 | Sandoval            | CDP            |
| Cannon Air Force Base | Curry               | CDP            |
| Cañoncito             | Bernalillo          | Non incorporée |
| Canoncito             | Mora                | Non incorporée |
| Cañoncito             | Rio Arriba          | Non incorporée |
| Canoncito             | San Miguel          | Non incorporée |
| Cañoncito             | Santa Fe            | Non incorporée |
| Cañoncito             | Taos                | Non incorporée |
| Cañones               | Rio Arriba          | CDP            |
| Canova                | Rio Arriba          | CDP            |
| Capitan               | Lincoln             | Village        |
| Caprock               | Lea                 | Non incorporée |
| Capulin               | Union               | CDP            |
| Carlsbad              | Eddy                | Ville          |
| Carnuel               | Bernalillo          | CDP            |
| Carpenter             | Bernalillo          | Non incorporée |
| Carrizozo             | Lincoln             | Bourg          |
| Carson                | Taos                | Non incorporée |
| Casa Blanca           | Cibola              | Non incorporée |
| Casa Colorada         | Valencia            | CDP            |
| Causey                | Roosevelt           | Village        |
| Cebolla               | Rio Arriba          | Non incorporée |
| Cedar Crest           | Bernalillo          | CDP            |
| Cedar Grove           | Santa Fe            | CDP            |
| Cedar Hill            | San Juan            | CDP            |
| Cedarvale             | Torrance            | Non incorporée |
| Cedro                 | Bernalillo          | CDP            |
| Cerro                 | Taos                | Non incorporée |
| Chacon                | Mora                | Non incorporée |
| Chama                 | Rio Arriba          | Village        |
| Chamberino            | Doña Ana            | CDP            |
| Chamisal              | Taos                | CDP            |
| Chamita               | Rio Arriba          | CDP            |
| Chamizal              | Socorro             | CDP            |
| Chaparral             | Doña Ana            | CDP            |
| Chi Chil Tah          | McKinley            | Non incorporée |
| Chical                | Valencia            | CDP            |
| Chili                 | Rio Arriba          | CDP            |
| Chilili               | Bernalillo          | CDP            |
| Chimayó               | Río Arriba Santa Fe | Bourg          |
| Chloride              | Sierra              | Non incorporée |
| Chupadero             | Santa Fe            | CDP            |
| Church Rock           | McKinley            | CDP            |
| Cimarron              | Colfax              | Village        |
| City of the Sun       | Luna                | CDP            |
| Claunch               | Socorro             | Non incorporée |
| Clayton               | Union               | Bourg          |
| Cleveland             | Mora                | Non incorporée |
| Cliff                 | Grant               | CDP            |
| Clines Corners        | Torrance            | Non incorporée |
| Cloudcroft            | Otero               | Village        |
| Clovis                | Curry               | Ville          |
| Cobre                 | Grant               | CDP            |
| Cochiti               | Sandoval            | CDP            |
| Cochiti Lake          | Sandoval            | CDP            |
| Colonias              | Guadalupe           | CDP            |
| Columbus              | Luna                | Village        |
| Conchas Dam           | San Miguel          | CDP            |
| Continental Divide    | McKinley            | Non incorporée |
| Cordova               | Rio Arriba          | CDP            |
| Corona                | Lincoln             | Village        |
| Corrales              | Sandoval            | Village        |
| Costilla              | Taos                | CDP            |
| Cotton City           | Hidalgo             | CDP            |
| Counselor             | Sandoval            | Non incorporée |
| Coyote                | Lincoln             | Non incorporée |
| Coyote                | Rio Arriba          | CDP            |
| Crossroads            | Lea                 | Non incorporée |
| Crownpoint            | McKinley            | CDP            |
| Cruzville             | Catron              | CDP            |
| Crystal               | McKinley San Juan   | CDP            |
| Cuartelez             | Santa Fe            | CDP            |
| Cuba                  | Sandoval            | Village        |
| Cubero                | Cibola              | CDP            |
| Cuchillo              | Sierra              | Non incorporée |
| Cuervo                | Guadalupe           | Non incorporée |
| Cundiyo               | Santa Fe            | CDP            |
| Cuyamungue            | Santa Fe            | CDP            |
| Cuyamungue Grant      | Santa Fe            | CDP            |

- Haut – A
- B
- C
- D
- E
- F
- G
- H
- I
- J
- K
- L
- M
- N
- O
- P
- Q
- R
- S
- T
- U
- V
- W
- X
- Y
- Z

## D
| Lieu       | Comté      | Catégorie      |
| ---------- | ---------- | -------------- |
| Datil      | Catron     | CDP            |
| Delphos    | Roosevelt  | Non incorporée |
| Deming     | Luna       | Ville          |
| Derry      | Sierra     | Non incorporée |
| Des Moines | Union      | Village        |
| Dexter     | Chaves     | Bourg          |
| Dixon      | Rio Arriba | CDP            |
| Doña Ana   | Doña Ana   | CDP            |
| Dora       | Roosevelt  | Village        |
| Dulce      | Rio Arriba | CDP            |
| Duran      | Torrance   | CDP            |
| Dwyer      | Grant      | Non incorporée |

- Haut – A
- B
- C
- D
- E
- F
- G
- H
- I
- J
- K
- L
- M
- N
- O
- P
- Q
- R
- S
- T
- U
- V
- W
- X
- Y
- Z

## E
| Lieu                    | Comté      | Catégorie      |
| ----------------------- | ---------- | -------------- |
| Eagle Nest              | Colfax     | Village        |
| East Pecos              | San Miguel | CDP            |
| Edgewood                | Santa Fe   | Bourg          |
| Edith Endave            | Bernalillo | CDP            |
| El Cerro                | Valencia   | CDP            |
| El Cerro-Monterey Park  | Valencia   | CDP            |
| El Duende               | Rio Arriba | CDP            |
| El Prado                | Taos       | Non incorporée |
| El Rancho               | Santa Fe   | CDP            |
| El Rito                 | Cibola     | Non incorporée |
| El Rito                 | Rio Arriba | CDP            |
| El Rito                 | Taos       | Non incorporée |
| El Valle de Arroyo Seco | Santa Fe   | CDP            |
| Eldorado at Santa Fe    | Santa Fe   | CDP            |
| Elephant Butte          | Sierra     | Ville          |
| Elida                   | Roosevelt  | Bourg          |
| Embudo                  | Rio Arriba | Non incorporée |
| Encinal                 | Cibola     | CDP            |
| Encino                  | Torrance   | Village        |
| Engle                   | Sierra     | Non incorporée |
| Ensenada                | Rio Arriba | CDP            |
| Escondida               | Socorro    | CDP            |
| Escudilla Bonita        | Catron     | CDP            |
| Española                | Rio Arriba | Ville          |
| Estancia                | Torrance   | Bourg          |
| Eunice                  | Lea        | Ville          |

- Haut – A
- B
- C
- D
- E
- F
- G
- H
- I
- J
- K
- L
- M
- N
- O
- P
- Q
- R
- S
- T
- U
- V
- W
- X
- Y
- Z

## F
| Lieu        | Comté     | Catégorie      |
| ----------- | --------- | -------------- |
| Fairacres   | Doña Ana  | CDP            |
| Farmington  | San Juan  | Ville          |
| Faywood     | Grant     | CDP            |
| Fence Lake  | Cibola    | CDP            |
| Flora Vista | San Juan  | CDP            |
| Floyd       | Roosevelt | Village        |
| Folsom      | Union     | Village        |
| Forrest     | Quay      | Non incorporée |
| Fort Bayard | Grant     | Non incorporée |
| Fort Sumner | De Baca   | Village        |
| Fruitland   | San Juan  | Non incorporée |

- Haut – A
- B
- C
- D
- E
- F
- G
- H
- I
- J
- K
- L
- M
- N
- O
- P
- Q
- R
- S
- T
- U
- V
- W
- X
- Y
- Z

## G
| Plahi       | Comté      | Catégorie      |
| ----------- | ---------- | -------------- |
| Galisteo    | Santa Fe   | CDP            |
| Gallina     | Rio Arriba | CDP            |
| Gallup      | McKinley   | Ville          |
| Gamerco     | McKinley   | Non incorporée |
| Garfield    | Doña Ana   | CDP            |
| Garita      | San Miguel | Non incorporée |
| Garrison    | Roosevelt  | Non incorporée |
| Gila        | Grant      | CDP            |
| Gladstone   | Union      | Non incorporée |
| Glen Acres  | Hidalgo    | CDP            |
| Glencoe     | Lincoln    | Non incorporée |
| Glenrio     | Quay       | Non incorporée |
| Glenwood    | Catron     | CDP            |
| Glorieta    | Santa Fe   | CDP            |
| Golden      | Santa Fe   | CDP            |
| Golondrinas | Mora       | Non incorporée |
| Grady       | curry      | Village        |
| Grants      | Cibola     | Ville          |
| Grenville   | Union      | Village        |
| Guadalupita | Mora       | Non incorporée |

- Haut – A
- B
- C
- D
- E
- F
- G
- H
- I
- J
- K
- L
- M
- N
- O
- P
- Q
- R
- S
- T
- U
- V
- W
- X
- Y
- Z

## H
| Lieu                | Comté      | Catégorie      |
| ------------------- | ---------- | -------------- |
| Hachita             | Grant      | CDP            |
| Hagerman            | Chaves     | Bourg          |
| Hanover             | Grant      | CDP            |
| Happy Valley        | Eddy       | CDP            |
| Hatch               | Doña Ana   | Village        |
| Hernandez           | Rio Arriba | CDP            |
| High Rolls          | Otero      | CDP            |
| Highland Meadows    | Valencia   | CDP            |
| Hillsboro           | Sierra     | CDP            |
| Hot Springs Landing | Sierra     | CDP            |
| Hobbs               | Lea        | Ville          |
| Holloman AFB        | Otero      | CDP            |
| Holman              | Mora       | Non incorporée |
| Homestead           | Catron     | CDP            |
| Hondo               | Lincoln    | Non incorporée |
| Hope                | Eddy       | Village        |
| Hortonville         | Otero      | Non incorporée |
| House               | Quay       | Village        |
| Huerfano            | San Juan   | CDP            |
| Hurley              | Grant      | Bourg          |

- Haut – A
- B
- C
- D
- E
- F
- G
- H
- I
- J
- K
- L
- M
- N
- O
- P
- Q
- R
- S
- T
- U
- V
- W
- X
- Y
- Z

## I
| Lieu                  | Comté      | Catégorie      |
| --------------------- | ---------- | -------------- |
| Ilfeld                | San Miguel | Non incorporée |
| Indian Hills          | Torrance   | CDP            |
| Inez                  | Roosevelt  | Non incorporée |
| Isleta Pueblo         | Bernalillo | Non incorporée |
| Isleta Village Proper | Bernalillo | CDP            |

- Haut – A
- B
- C
- D
- E
- F
- G
- H
- I
- J
- K
- L
- M
- N
- O
- P
- Q
- R
- S
- T
- U
- V
- W
- X
- Y
- Z

## J
| Lieu          | Comté    | Catégorie      |
| ------------- | -------- | -------------- |
| Jacona        | Santa Fe | CDP            |
| Jaconita      | Santa Fe | CDP            |
| Jal           | Lea      | Ville          |
| Jamestown     | McKinley | Non incorporée |
| Jarales       | Valencia | CDP            |
| Jemez Pueblo  | Sandoval | CDP            |
| Jemez Springs | Sandoval | Village        |
| Jicarilla     | Lincoln  | Non incorporée |

- Haut – A
- B
- C
- D
- E
- F
- G
- H
- I
- J
- K
- L
- M
- N
- O
- P
- Q
- R
- S
- T
- U
- V
- W
- X
- Y
- Z

## K
| Lieu        | Comté     | Catégorie      |
| ----------- | --------- | -------------- |
| Keeler Farm | Luna      | CDP            |
| Kenna       | Roosevelt | Non incorporée |
| Kermit      | Roosevelt | Non incorporée |
| Kewa Pueblo | Sandoval  | CDP            |
| Kingston    | Sierra    | CDP            |
| Kirtland    | San Juan  | CDP            |

- Haut – A
- B
- C
- D
- E
- F
- G
- H
- I
- J
- K
- L
- M
- N
- O
- P
- Q
- R
- S
- T
- U
- V
- W
- X
- Y
- Z

## L
| Lieu                       | Comté      | Catégorie      |
| -------------------------- | ---------- | -------------- |
| La Bajada                  | Santa Fe   | Non incorporée |
| La Cienega                 | Santa Fe   | CDP            |
| La Cueva                   | Mora       | Non incorporée |
| La Cueva                   | Sandoval   | CDP            |
| La Hacienda                | Luna       | CDP            |
| La Huerta                  | Eddy       | CDP            |
| La Jara                    | Sandoval   | CDP            |
| La Joya                    | Socorro    | CDP            |
| La Loma                    | Santa Fe   | Non incorporée |
| La Luz                     | Otero      | CDP            |
| La Madera                  | Rio Arriba | CDP            |
| La Mesa                    | Doña Ana   | CDP            |
| La Mesilla                 | Rio Arriba | CDP            |
| La Plata                   | San Juan   | CDP            |
| La Puebla                  | Santa Fe   | CDP            |
| La Union                   | Doña Ana   | CDP            |
| La Villita                 | Rio Arriba | CDP            |
| Laguna                     | Cibola     | CDP            |
| Lake Arthur                | Chaves     | Bourg          |
| Lake Roberts               | Grant      | CDP            |
| Lake Roberts Heights       | Grant      | CDP            |
| Lake Sumner                | De Baca    | CDP            |
| Lake Valley                | San Juan   | CDP            |
| Lakewood                   | Eddy       | Non incorporée |
| Lamy                       | Santa Fe   | CDP            |
| Las Cruces                 | Doña Ana   | Ville          |
| Las Maravillas             | Valencia   | CDP            |
| Las Nutrias                | Socorro    | CDP            |
| Las Palomas                | Sierra     | CDP            |
| Las Tablas                 | Rio Arriba | Non incorporée |
| Las Trampas                | Taos       | Non incorporée |
| Las Vegas                  | San Miguel | Ville          |
| Lee Acres                  | San Juan   | CDP            |
| Lemitar                    | Socorro    | CDP            |
| Lincoln                    | Lincoln    | Non incorporée |
| Lindrith                   | Rio Arriba | Non incorporée |
| Lingo                      | Roosevelt  | Non incorporée |
| Livingston Wheeler         | Eddy       | CDP            |
| Llano                      | Taos       | Non incorporée |
| Llano del Medio            | Guadalupe  | CDP            |
| Loco Hills                 | Eddy       | CDP            |
| Logan                      | Quay       | Village        |
| Lordsburg                  | Hidalgo    | Ville          |
| Los Alamos                 | Los Alamos | CDP            |
| Los Cerrillos              | Santa Fe   | CDP            |
| Los Chaves                 | Valencia   | CDP            |
| Los Luceros                | Rio Arriba | CDP            |
| Los Lunas                  | Valencia   | Village        |
| Los Ojos                   | Rio Arriba | CDP            |
| Los Ranchos de Albuquerque | Bernalillo | Village        |
| Los Trujillos-Gabaldon     | Valencia   | CDP            |
| Loving                     | Eddy       | Village        |
| Lovington                  | Lea        | Ville          |
| Lower Frisco               | Catron     | CDP            |
| Luis Lopez                 | Socorro    | CDP            |
| Lumberton                  | Rio Arriba | CDP            |
| Luna                       | Catron     | CDP            |
| Lyden                      | Rio Arriba | CDP            |

- Haut – A
- B
- C
- D
- E
- F
- G
- H
- I
- J
- K
- L
- M
- N
- O
- P
- Q
- R
- S
- T
- U
- V
- W
- X
- Y
- Z

## M
| Lieu             | Comté               | Catégorie      |
| ---------------- | ------------------- | -------------- |
| Madrid           | Santa Fe            | CDP            |
| Madrone          | Valencia            | CDP            |
| Magdalena        | Socorro             | Village        |
| Malaga           | Eddy                | CDP            |
| Maljamar         | Lea                 | Non incorporée |
| Manzano          | Torrance            | CDP            |
| Manzano Springs  | Bernalillo Torrance | CDP            |
| Maxwell          | Colfax              | Village        |
| Mayhill          | Otero               | CDP            |
| McAlister        | Quay                | Non incorporée |
| McCartys Village | Cibola              | CDP            |
| McDonald         | Lea                 | Non incorporée |
| McIntosh         | Torrance            | CDP            |
| Meadow Lake      | Valencia            | CDP            |
| Medanales        | Rio Arriba          | Non incorporée |
| Melrose          | curry               | Village        |
| Mescalero        | Otero               | CDP            |
| Mesilla          | Doña Ana            | Bourg          |
| Mesita           | Cibola              | CDP            |
| Mesquite         | Doña Ana            | CDP            |
| Miami            | Colfax              | Non incorporée |
| Middle Frisco    | Catron              | CDP            |
| Midway           | Chaves              | CDP            |
| Milan            | Cibola              | Village        |
| Mills            | Harding             | Non incorporée |
| Milnesand        | Roosevelt           | Non incorporée |
| Mimbres          | Grant               | CDP            |
| Monterey Park    | Valencia            | CDP            |
| Montezuma        | San Miguel          | Non incorporée |
| Monticello       | Sierra              | Non incorporée |
| Montoya          | Quay                | Non incorporée |
| Monument         | Lea                 | CDP            |
| Moquino          | Cibola              | CDP            |
| Mora             | Mora                | CDP            |
| Moriarty         | Torrance            | Ville          |
| Morningside      | Eddy                | CDP            |
| Mosquero         | Harding San Miguel  | Village        |
| Mount Dora       | Union               | Non incorporée |
| Mountain Park    | Otero               | Non incorporée |
| Mountain View    | Chaves              | Non incorporée |
| Mountain View    | Cibola              | Non incorporée |
| Mountain View    | Luna                | CDP            |
| Mountainair      | Torrance            | Bourg          |
| Mouser Place     | Hidalgo             | Non incorporée |
| Mule Creek       | Grant               | Non incorporée |

- Haut – A
- B
- C
- D
- E
- F
- G
- H
- I
- J
- K
- L
- M
- N
- O
- P
- Q
- R
- S
- T
- U
- V
- W
- X
- Y
- Z

## N
| Lieu                  | Comté      | Catégorie      |
| --------------------- | ---------- | -------------- |
| Nadine                | Lea        | CDP            |
| Nageezi               | San Juan   | CDP            |
| Nakaibito             | McKinley   | CDP            |
| Nambé                 | Santa Fe   | CDP            |
| Napi HQ               | San Juan   | CDP            |
| Nara Visa             | Quay       | CDP            |
| Naschitti             | San Juan   | CDP            |
| Navajo                | McKinley   | CDP            |
| Navajo City           | Rio Arriba | Non incorporée |
| Navajo Dam            | San Juan   | CDP            |
| Nenahnezad            | San Juan   | CDP            |
| New Laguna            | Cibola     | Non incorporée |
| Newcomb               | San Juan   | CDP            |
| Newkirk               | Guadalupe  | CDP            |
| Newman                | Otero      | Non incorporée |
| No Agua               | Taos       | Non incorporée |
| Nogal                 | Lincoln    | CDP            |
| North Acomita Village | Cibola     | CDP            |
| North Hobbs           | Lea        | CDP            |
| North Hurley          | Grant      | CDP            |
| North Light Plant     | San Juan   | CDP            |
| North San Ysidro      | San Miguel | CDP            |
| North Valley          | Bernalillo | CDP            |

- Haut – A
- B
- C
- D
- E
- F
- G
- H
- I
- J
- K
- L
- M
- N
- O
- P
- Q
- R
- S
- T
- U
- V
- W
- X
- Y
- Z

## O
| Lieu              | Comté      | Catégorie      |
| ----------------- | ---------- | -------------- |
| Oasis             | Sierra     | CDP            |
| Ocate             | Mora       | Non incorporée |
| Ohkay Owingeh     | Rio Arriba | CDP            |
| Ojo Amarillo      | San Juan   | CDP            |
| Ojo Caliente      | Taos       | Non incorporée |
| Ojo Feliz         | Mora       | Non incorporée |
| Ojo Sarco         | Rio Arriba | Non incorporée |
| Old Horse Springs | Catron     | Non incorporée |
| Organ             | Doña Ana   | CDP            |
| Orogrande         | Otero      | CDP            |

- Haut – A
- B
- C
- D
- E
- F
- G
- H
- I
- J
- K
- L
- M
- N
- O
- P
- Q
- R
- S
- T
- U
- V
- W
- X
- Y
- Z

## P
| Lieu             | Comté      | Catégorie      |
| ---------------- | ---------- | -------------- |
| Paguate          | Cibola     | CDP            |
| Pajarito Mesa    | Bernalillo | CDP            |
| Paradise Hills   | Bernalillo | CDP            |
| Paraje           | Cibola     | CDP            |
| Pastura          | Guadalupe  | CDP            |
| Peak Place       | Santa Fe   | CDP            |
| Pecan Park       | Luna       | CDP            |
| Pecos            | San Miguel | Village        |
| Pena Blanca      | Sandoval   | CDP            |
| Peñasco          | Taos       | CDP            |
| Pep              | Roosevelt  | Non incorporée |
| Peralta          | Valencia   | CDP            |
| Peteca           | Rio Arriba | Non incorporée |
| Picacho          | Lincoln    | Non incorporée |
| Picuris Pueblo   | Taos       | CDP            |
| Pie Town         | Catron     | CDP            |
| Pilar            | Taos       | Non incorporée |
| Pinedale         | McKinley   | Non incorporée |
| Pinehill         | Cibola     | CDP            |
| Piñon            | Otero      | CDP            |
| Piños Altos      | Grant      | CDP            |
| Placitas         | Sandoval   | CDP            |
| Playas           | Hidalgo    | CDP            |
| Pleasanton       | Catron     | CDP            |
| Pojoaque         | Santa Fe   | CDP            |
| Polvadera        | Socorro    | CDP            |
| Ponderosa        | Sandoval   | CDP            |
| Ponderosa Pine   | Bernalillo | CDP            |
| Portales         | Roosevelt  | Ville          |
| Prewitt          | McKinley   | Non incorporée |
| Progresso        | Torrance   | Non incorporée |
| Pueblito         | Rio Arriba | CDP            |
| Pueblitos        | Valencia   | CDP            |
| Pueblo           | San Miguel | CDP            |
| Pueblo de Sandia | Sandoval   | CDP            |
| Pueblo de Taos   | Taos       | CDP            |
| Pueblo Pintado   | McKinley   | CDP            |
| Puerto de Luna   | Guadalupe  | CDP            |
| Pulpotio Bareas  | Luna       | CDP            |

- Haut – A
- B
- C
- D
- E
- F
- G
- H
- I
- J
- K
- L
- M
- N
- O
- P
- Q
- R
- S
- T
- U
- V
- W
- X
- Y
- Z

## Q
| Lieu    | Comté  | Catégorie      |
| ------- | ------ | -------------- |
| Quay    | Quay   | Non incorporée |
| Queen   | Eddy   | Non incorporée |
| Quemado | Catron | CDP            |
| Questa  | Taos   | Village        |

- Haut – A
- B
- C
- D
- E
- F
- G
- H
- I
- J
- K
- L
- M
- N
- O
- P
- Q
- R
- S
- T
- U
- V
- W
- X
- Y
- Z

## R
| Lieu                  | Comté               | Catégorie      |
| --------------------- | ------------------- | -------------- |
| Radium Springs        | Doña Ana            | CDP            |
| Rainsville            | Mora                | Non incorporée |
| Ramah                 | McKinley            | CDP            |
| Rancho Grande         | Catron              | CDP            |
| Ranchos de Taos       | Taos                | CDP            |
| Ratón                 | Colfax              | Ville          |
| Rayado                | Colfax              | Non incorporée |
| Red River             | Taos                | Bourg          |
| Redrock               | Grant               | Non incorporée |
| Regina                | Sandoval            | CDP            |
| Rehoboth              | McKinley            | Non incorporée |
| Reserve               | Catron              | Village        |
| Ribera                | San Miguel          | CDP            |
| Richland              | Roosevelt           | Non incorporée |
| Rincón                | Doña Ana            | CDP            |
| Río Chiquito          | Santa Fe            | CDP            |
| Rio Communities       | Valencia            | CDP            |
| Rio Communities North | Valencia            | CDP            |
| Rio en Medio          | Santa Fe            | CDP            |
| Rio Lucio             | Taos                | CDP            |
| Rio Rancho            | Sandoval Bernalillo | Ville          |
| Rivers                | Catron              | CDP            |
| Riverside             | Eddy                | Non incorporée |
| Riverside             | Lincoln             | Non incorporée |
| Riverside             | San Juan            | Non incorporée |
| Road Forks            | Hidalgo             | Non incorporée |
| Rociada               | San Miguel          | Non incorporée |
| Rock Springs          | McKinley            | CDP            |
| Rodeo                 | Hidalgo             | CDP            |
| Rodey                 | Doña Ana            | CDP            |
| Rogers                | Roosevelt           | Non incorporée |
| Rosedale              | Grant               | CDP            |
| Roswell               | Chaves              | Ville          |
| Rowe                  | San Miguel          | CDP            |
| Roy                   | Harding             | Village        |
| Ruidoso               | Lincoln             | Village        |
| Ruidoso Downs         | Lincoln             | Ville          |
| Rutheron              | Rio Arriba          | Non incorporée |

- Haut – A
- B
- C
- D
- E
- F
- G
- H
- I
- J
- K
- L
- M
- N
- O
- P
- Q
- R
- S
- T
- U
- V
- W
- X
- Y
- Z

## S
| Lieu                  | Comté      | Catégorie      |
| --------------------- | ---------- | -------------- |
| Sabinal               | Socorro    | Non incorporée |
| Sacramento            | Otero      | CDP            |
| Salem                 | Doña Ana   | CDP            |
| San Acacia            | Socorro    | CDP            |
| San Antonio           | Socorro    | CDP            |
| San Antonito          | Bernalillo | CDP            |
| San Antonito          | Socorro    | CDP            |
| San Cristobal         | Taos       | CDP            |
| San Felipe Pueblo     | Sandoval   | CDP            |
| San Fidel             | Cibola     | CDP            |
| San Francisco Plaza   | Catron     | Non incorporée |
| San Ildefonso Pueblo  | Santa Fe   | CDP            |
| San Jon               | Quay       | Village        |
| San Jose              | Rio Arriba | CDP            |
| San Jose              | San Miguel | CDP            |
| San Juan              | Rio Arriba | CDP            |
| San Lorenzo           | Grant      | CDP            |
| San Lorenzo           | Rio Arriba | Non incorporée |
| San Luis              | Sandoval   | CDP            |
| San Mateo             | Cibola     | CDP            |
| San Miguel            | Doña Ana   | CDP            |
| San Pablo             | Doña Ana   | CDP            |
| San Patricio          | Lincoln    | Non incorporée |
| San Pedro             | Santa Fe   | CDP            |
| San Rafael            | Cibola     | CDP            |
| San Ysidro            | Doña Ana   | CDP            |
| San Ysidro            | Sandoval   | Village        |
| Sandia Heights        | Bernalillo | CDP            |
| Sandia Knolls         | Bernalillo | CDP            |
| Sandia Park           | Bernalillo | CDP            |
| Sanostee              | San Juan   | CDP            |
| Santa Ana Pueblo      | Sandoval   | CDP            |
| Santa Clara Pueblo    | Rio Arriba | CDP            |
| Santa Clara           | Grant      | Village        |
| Santa Cruz            | Santa Fe   | CDP            |
| Santa Fe              | Santa Fe   | Ville          |
| Santa Rosa            | Guadalupe  | Ville          |
| Santa Teresa          | Doña Ana   | CDP            |
| Santo Domingo Pueblo  | Sandoval   | CDP            |
| Sapello               | San Miguel | Non incorporée |
| Sausal                | Valencia   | CDP            |
| Seama                 | Cibola     | CDP            |
| Seboyeta              | Cibola     | CDP            |
| Sedan                 | Union      | Non incorporée |
| Sedillo               | Bernalillo | CDP            |
| Sena                  | San Miguel | CDP            |
| Seneca                | Union      | Non incorporée |
| Separ                 | Grant      | Non incorporée |
| Serafina              | San Miguel | Non incorporée |
| Seton Village         | Santa Fe   | Non incorporée |
| Sheep Springs         | San Juan   | CDP            |
| Sherman               | Grant      | Non incorporée |
| Shiprock              | San Juan   | CDP            |
| Silver City           | Grant      | Bourg          |
| Skyline-Ganipa        | Cibola     | CDP            |
| Smith Lake            | McKinley   | Non incorporée |
| Socorro               | Socorro    | Ville          |
| Sofia                 | Union      | Non incorporée |
| Soham                 | San Miguel | CDP            |
| Solano                | Harding    | Non incorporée |
| Sombrillo             | Santa Fe   | CDP            |
| South Acomita Village | Cibola     | CDP            |
| South Valley          | Bernalillo | CDP            |
| Spencerville          | San Juan   | CDP            |
| Springer              | Colfax     | Bourg          |
| St. Vrain             | Curry      | Non incorporée |
| Stanley               | Santa Fe   | Non incorporée |
| Sunland Park          | Doña Ana   | Ville          |
| Sunny Side            | Colfax     | Non incorporée |
| Sunshine              | Luna       | CDP            |
| Sunspot               | Otero      | Non incorporée |

- Haut – A
- B
- C
- D
- E
- F
- G
- H
- I
- J
- K
- L
- M
- N
- O
- P
- Q
- R
- S
- T
- U
- V
- W
- X
- Y
- Z

## T
| Lieu                  | Comté      | Catégorie      |
| --------------------- | ---------- | -------------- |
| Taiban                | De Baca    | Non incorporée |
| Tajique               | Torrance   | CDP            |
| Talpa                 | Taos       | CDP            |
| Taos                  | Taos       | Bourg          |
| Taos Ski Valley       | Taos       | Village        |
| Tatum                 | Lea        | Bourg          |
| Telcote               | San Miguel | CDP            |
| Telcotito             | San Miguel | CDP            |
| Tererro               | San Miguel | Non incorporée |
| Tesuque               | Santa Fe   | CDP            |
| Tesuque Pueblo        | Santa Fe   | CDP            |
| Texico                | Curry      | Ville          |
| Thoreau               | McKinley   | CDP            |
| Three Rivers          | Otero      | Non incorporée |
| Tierra Amarilla       | Rio Arriba | Non incorporée |
| Tijeras               | Bernalillo | Village        |
| Timberon              | Otero      | CDP            |
| Tinnie                | Lincoln    | Non incorporée |
| Tohatchi              | McKinley   | CDP            |
| Tome                  | Valencia   | CDP            |
| Torreon               | Sandoval   | CDP            |
| Torreon               | Torrance   | CDP            |
| Trementina            | San Miguel | Non incorporée |
| Tres Piedras          | Taos       | Non incorporée |
| Trout Valley          | Grant      | CDP            |
| Truchas               | Rio Arriba | CDP            |
| Truth or Consequences | Sierra     | Ville          |
| Tse Bonito            | McKinley   | CDP            |
| Tucumcari             | Quay       | Ville          |
| Tularosa              | Otero      | Village        |
| Twin Forks            | Otero      | CDP            |
| Twin Lakes            | McKinley   | CDP            |
| Tyrone                | Grant      | CDP            |

- Haut – A
- B
- C
- D
- E
- F
- G
- H
- I
- J
- K
- L
- M
- N
- O
- P
- Q
- R
- S
- T
- U
- V
- W
- X
- Y
- Z

## U
| Lieu            | Comté     | Catégorie      |
| --------------- | --------- | -------------- |
| University Park | Doña Ana  | CDP            |
| Upham           | Sierra    | Non incorporée |
| Upper Fruitland | San Juan  | CDP            |
| Upton           | Roosevelt | Non incorporée |
| Ute Park        | Colfax    | CDP            |

- Haut – A
- B
- C
- D
- E
- F
- G
- H
- I
- J
- K
- L
- M
- N
- O
- P
- Q
- R
- S
- T
- U
- V
- W
- X
- Y
- Z

## V
| Lieu        | Comté      | Catégorie      |
| ----------- | ---------- | -------------- |
| Vadito      | Taos       | CDP            |
| Vado        | Doña Ana   | CDP            |
| Valdez      | Taos       | Non incorporée |
| Valencia    | Valencia   | CDP            |
| Vallecitos  | Rio Arriba | Non incorporée |
| Valmora     | Mora       | Non incorporée |
| Vanderwagen | McKinley   | Non incorporée |
| Vaughn      | Guadalupe  | Bourg          |
| Veguita     | Socorro    | CDP            |
| Velarde     | Rio Arriba | CDP            |
| Ventura     | Luna       | CDP            |
| Villanueva  | San Miguel | CDP            |
| Virden      | Hidalgo    | Village        |

- Haut – A
- B
- C
- D
- E
- F
- G
- H
- I
- J
- K
- L
- M
- N
- O
- P
- Q
- R
- S
- T
- U
- V
- W
- X
- Y
- Z

## W
| Lieu         | Comté      | Catégorie      |
| ------------ | ---------- | -------------- |
| Wagon Mound  | Mora       | Village        |
| Wagon Wheel  | Torrance   | Non incorporée |
| Waldo        | Santa Fe   | Non incorporée |
| Waterflow    | San Juan   | CDP            |
| Watrous      | Mora       | CDP            |
| Weed         | Otero      | CDP            |
| West Hammond | San Juan   | CDP            |
| Wheatland    | Quay       | Non incorporée |
| White Rock   | Los Alamos | CDP            |
| White Rock   | San Juan   | CDP            |
| White Sands  | Doña Ana   | CDP            |
| White Signal | Grant      | CDP            |
| Whites City  | Eddy       | CDP            |
| Willard      | Torrance   | Village        |
| Williamsburg | Sierra     | Village        |
| Windmill     | Hidalgo    | CDP            |
| Winston      | Sierra     | CDP            |

- Haut – A
- B
- C
- D
- E
- F
- G
- H
- I
- J
- K
- L
- M
- N
- O
- P
- Q
- R
- S
- T
- U
- V
- W
- X
- Y
- Z

## Y
| Lieu        | Comté      | Catégorie      |
| ----------- | ---------- | -------------- |
| Yah-ta-hey  | McKinley   | CDP            |
| Yerba       | Roosevelt  | Non incorporée |
| Yeso        | De Baca    | Non incorporée |
| Young Place | San Juan   | CDP            |
| Youngsville | Rio Arriba | CDP            |

- Haut – A
- B
- C
- D
- E
- F
- G
- H
- I
- J
- K
- L
- M
- N
- O
- P
- Q
- R
- S
- T
- U
- V
- W
- X
- Y
- Z

## Z
| Lieu        | Comté      | Catégorie      |
| ----------- | ---------- | -------------- |
| Zia Pueblo  | Sandoval   | CDP            |
| Zuni Pueblo | McKinley   | CDP            |
| Zuzax       | Bernalillo | Non incorporée |

- Haut – A
- B
- C
- D
- E
- F
- G
- H
- I
- J
- K
- L
- M
- N
- O
- P
- Q
- R
- S
- T
- U
- V
- W
- X
- Y
- Z

## Source
- (en) Cet article est partiellement ou en totalité issu de l’article de Wikipédia en anglais intitulé « List of settlements in New Mexico » (voir la liste des auteurs).